# Andaniotes corpulentus
Andaniotes corpulentus is een vlokreeftensoort uit de familie van de Stegocephalidae. De wetenschappelijke naam van de soort is voor het eerst geldig gepubliceerd in 1882 door Thompson.